# Mönch-Jingzang-Pagode
Die Mönch-Jingzang-Pagode bzw. Chan-Meister Jingzang-Stupa (chinesisch 净藏禅师塔, Pinyin Jìngzàng chánshī tǎ, englisch Jingzang Monk Pagoda / Chan Master Jingzang Stupa) des Huishan-Klosters von Dengfeng in der chinesischen Provinz Henan ist eine achteckige, im Pavillon-Stil errichtete Grabpagode aus dem Jahr 746 der Zeit der Tang-Dynastie für den buddhistischen Mönch Jingzang (675–746), einen Schüler des  Hui'an 慧安 (?–709).
Das Bauwerk (Jingzang chanshi ta) steht seit 1988 auf der Liste der Denkmäler der Volksrepublik China (3-137).